# Tengger (Puhpelem)
Tengger is een bestuurslaag in het regentschap Wonogiri van de provincie Midden-Java, Indonesië. Tengger telt 3676 inwoners (volkstelling 2010).